# Genome Biology
Genome Biology è una rivista su internet ad accesso pubblico parziale che pubblica articoli scientifici di ricerca con revisione paritaria.
È pubblicata da BioMed Central (BMC), ed è attualmente la rivista BMC con il più alto fattore di impatto.
Sebbene tutti gli articoli siano gratuiti, gli articoli di revisione e gli editoriali richiedono un abbonamento.
Il giornale è supportato in parte dalla pubblicità.